# Jürgen Fliege

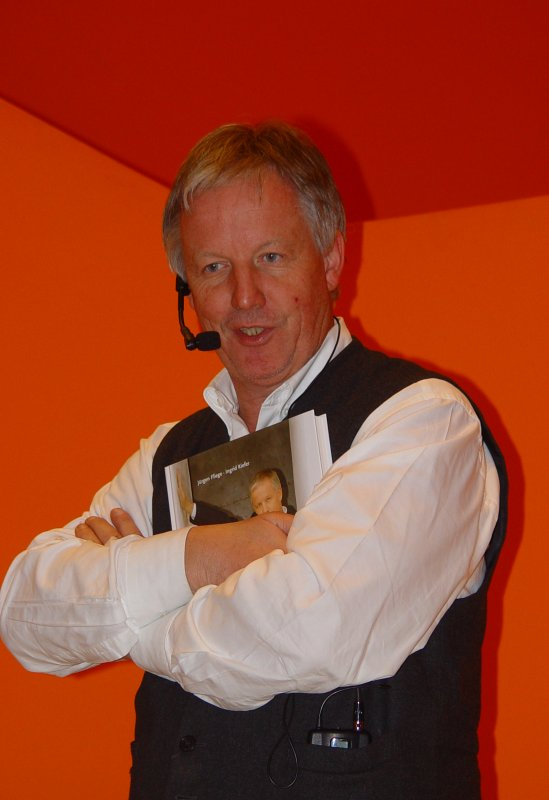
Jürgen Fliege in Ulm 2006

Jürgen Fliege (* 30. März 1947 in Radevormwald) ist ein deutscher ehemaliger evangelischer Pastor und Talkshowmoderator. Bekannt wurde er vor allem durch die Moderation der Sendung Fliege, die zwischen 1994 und 2005 im Nachmittagsprogramm des Ersten lief.
Seit seinem Weggang vom öffentlich-rechtlichen Fernsehen wird er wegen seines Auftretens in den Medien immer wieder kritisiert. Vor allem wird ihm vorgeworfen, dass er seine Prominenz für die Unterstützung und Werbung unter anderem auch für eigene pseudo- und parawissenschaftliche Heilverfahren, Produkte und Seminare nutze, die er beispielsweise in seiner Sendung Fliege TV und auch auf seiner Internetpräsenz fliege.de bewirbt. Neben seinen Auftritten im Kontext der Proteste während der COVID-19-Pandemie in Deutschland wurde medial auch seine Mitgliedschaft in der Corona-Protest-Partei Die Basis thematisiert.

## Leben und Wirken

### Ausbildung
Fliege studierte Evangelische Theologie an der Kirchlichen Hochschule Wuppertal und der Eberhard Karls Universität Tübingen. Nach dem Vikariat wurde er 1977 zum Pfarrer der Evangelischen Kirchengemeinde Aldenhoven gewählt. 1989 wechselte Fliege als Beauftragter der Evangelischen Kirche in Deutschland zum privaten Fernsehsender Sat.1. Als Pfarrer der Evangelischen Kirche im Rheinland wurde Fliege zum 1. April 2010 altersbedingt emeritiert.

### Fernsehsendungen
Der Öffentlichkeit bekannt wurde Fliege durch die Moderation der nach ihm benannten Talkshow Fliege, die vom 28. Februar 1994 bis September 2005 im Nachmittagsprogramm des Ersten ausgestrahlt wurde.
Die einstündige Sendung war thematisch überwiegend auf ein älteres Publikum ausgerichtet. In der Sendung waren Ärzte, Naturheilkundige und Lebensberater zu Gast, die sich zu den Problemen und Schicksalen anderer Gäste äußerten und Ratschläge erteilten. Gespräche auch mit zahlreichen prominenten Gästen über deren Leben und heitere Alltagserlebnisse rundeten die Sendungen ab. Körperlich oder finanziell in Not Geratene erhielten im Zusammenhang mit ihrer Gesprächsbereitschaft juristische Begleitung. Zudem ließ Fliege im Rahmen dieser Sendung nach Vermissten suchen und ermöglichte so Verschollenen ein Wiedersehen mit ihren Angehörigen. Im Jahr 2003 spielten Jürgen Fliege und seine Talkshow eine Rolle in der Tatort-Folge Die Liebe und ihr Preis.
Neben Zuspruch musste Fliege auch Kritik hinnehmen. Als ihn 1999 die Schauspielerin Cleo Kretschmer für die Zeitschrift Penthouse interviewte, bezeichnete Fliege Gott als „den alten Gangster da oben“ und als „Gauner da oben“. Deshalb und wegen seiner kritischen Haltung zur deutschen Politik im Jugoslawienkonflikt wollte der Programmdirektor des Bayerischen Rundfunks Gerhard Fuchs die Sendung einstellen und alle Verträge mit dem Moderator kündigen. Nach Zuschauerprotesten und Unterstützung durch einige Printmedien entschieden sich die ARD-Intendanten für eine Fortsetzung der Sendereihe.
Im April 2005 wurde die Sendung von 16 Uhr auf 15 Uhr vorverlegt. Kurze Zeit später wurde bereits über eine mögliche Absetzung spekuliert, da die Quoten teilweise bei lediglich 580.000 Zuschauer lag – nur noch etwa einem Viertel wie zu Bestzeiten. Fliege wurde schließlich zum 15. September 2005 abgesetzt. Danach trat Fliege weiterhin im Bayerischen Fernsehen in der Fernsehsendung Wir in Bayern vor die Kamera.
Als er sich in der Münchner Abendzeitung über das Verhalten des SWR-Intendanten Peter Voß im Zusammenhang mit dem ARD-Schleichwerbungskandal kritisch äußerte, gab es unter Fernsehdirektor Gerhard Fuchs für Fliege keine weitere Moderation.
Nach der Sendepause moderierte Fliege ab November 2006 die fünfstündige Show Flieges Welt beim Call-in-Kanal Help TV. Seit Anfang 2008 wurde die Sendung täglich von 16 bis 17 Uhr als Livestream über das Internet verbreitet, Ende Februar 2008 jedoch eingestellt, da sie zuletzt nicht den gewünschten Erfolg brachte.
Mittlerweile wird Fliege-TV wieder über verschiedene Regional- und Kabelsender verbreitet, bzw. als Livestream oder Abrufvideo im Internet angeboten.

### Zeitschriften und Bücher
Jürgen Fliege war bis Ende 2012 Herausgeber des Monatsmagazins Fliege – Die Zeitschrift, danach hat er das Magazin an Wolfgang Maiworm verkauft. In über 20 Büchern beschreibt Jürgen Fliege seine Lebensphilosophie und gibt Ratschläge in den Themenbereichen Glauben und Persönlichkeitsfindung. Sein letztes Buch, Die Heilkraft des Wassers, verfasste er zusammen mit Masaru Emoto. Seine Autobiografie nannte Jürgen Fliege in Anlehnung an den Pferdeflüsterer Monty Roberts Menschenflüsterer.

### Öffentliche Wahrnehmung und Kontroversen
Schlagzeilen machte Flieges vielfältiges Werben für ein Gerät namens Aquapol, das angeblich mithilfe „gravimetrischer“ Energie in der Lage sein soll, feuchte Gebäude trockenzulegen, und von einem mit Scientology verbundenen Hersteller produziert wird. Für die Wirksamkeit des Gerätes konnte keinerlei wissenschaftlicher Nachweis erbracht werden, weshalb unter anderem auch der TÜV seit mehreren Jahren gerichtlich gegen den Hersteller vorgeht. In einem Interview mit der Evangelischen Zeitung verteidigt Fliege seine Werbetätigkeit für das Gerät und fordert unter anderem mehr gesellschaftliche Toleranz gegenüber Scientology und deren Geschäftspraktiken.
Auf erhebliche Kritik in der medialen Öffentlichkeit stieß auch die von ihm 2011 mehrere Monate lang beworbene und vertriebene sogenannte Fliege-Essenz, der Jürgen Fliege laut eigener Aussage und Produktbeschreibung persönlich durch Handauflegen und Beten heilende Kräfte verliehen habe. Nach massivem negativem Medienecho auf den Verkauf seiner Fliege-Essenz wurde der Verkauf im September 2011 eingestellt.
Ursula Caberta, die ehemalige Sektenbeauftragte des Landes Hamburg, rückt Fliege ebenfalls in die Nähe von Esoterik-Gurus und Scientology – und wirft ihm vor, Esoterik-Scharlatane und deren Methoden und Produkte hoffähig zu machen und ihnen dadurch einen Anstrich von Seriosität zu verleihen. Jürgen Fliege selbst verteidigt die von ihm beworbenen Methoden und Geschäftsmodelle mit dem Argument, sowohl er als auch diese Methoden und Produkte stünden in der Tradition uralter christlicher Heilmethoden und seien deshalb legitim.
In der ZDF-Sendung Markus Lanz vom 23. August 2011 geriet Fliege wegen seiner Geschäftsmodelle und seiner Werbung für esoterische Produkte in die Kritik der anderen geladenen Talkgäste und des Moderators; Scharlatanerie, Sittenwidrigkeit und Geschäftemacherei mit dem Leid anderer Menschen waren nur einige Vorwürfe, die ihm gemacht wurden.
Im September 2020 trat Fliege in München als Redner auf einer Demonstration gegen die COVID-19-Infektionsschutzmaßnahmen auf und hielt eine zehnminütige Ansprache, in der er in Anlehnung an die Bibel dazu aufrief, sich nicht zu fürchten. Am 1. November 2020 erklärte er bei einem Auftritt auf einer ebensolchen Demonstration diese zu einem Gottesdienst, um behördliche Auflagen zu umgehen. Die evangelische Regionalbischöfin Petra Bahr aus Hannover kritisierte Flieges Auftreten auf einer Veranstaltung der Initiative „Querdenken“ in München scharf. Im Frühjahr 2021 wurde er Mitglied in der Basisdemokratischen Partei Deutschland, die maßgeblich aus der Protestbewegung gegen die COVID-19-Infektionsschutzmaßnahmen entstand.

### Disziplinarverfahren
Im Oktober 2011 teilte die Evangelische Kirche im Rheinland mit, dass der Verdacht bestehe, Fliege habe seine Amtspflichten verletzt. Unter Bezugnahme auf das Pfarrdienstgesetz der Evangelischen Kirche in Deutschland, das Pfarrer im Ruhestand zu einer ihrem Amt angemessenen Lebensführung verpflichtet, sei ein Disziplinarverfahren eingeleitet worden. Ein Vorwurf im Rahmen des Verfahrens, nachdem Fliege einem Brautpaar angedeutet hatte, eine kirchliche Trauung sei auch ohne jede Bindung der Eheleute an die Kirche möglich, wurde Anfang Januar 2013 fallengelassen.

## Stiftung Fliege
1995 gründeten er und der Fernsehproduzent Johannes C. Weiss die Stiftung Fliege, die in Not geratene Menschen unterstützt.

## Privatleben
Jürgen Fliege ist Vater von zwei Töchtern und wohnt in zweiter Ehe in Feldafing am Starnberger See sowie auf La Palma. Seine Fliege-Stiftung hat ihren Hauptsitz in Tutzing.

## Auszeichnungen
- 1996: Auszeichnung mit dem Bambi
- 2009: Bundesverdienstkreuz (am Bande)

## Schriften
- Es geht um ihre Gesundheit, Kreuz Verlag, Stuttgart 1995, ISBN 3-7831-1405-5
- Lieber Jürgen Fliege … Kinderfragen zu Himmel und Erde beantwortet von Jürgen Fliege aus der SAT.1-Serie „Eselsohr und Teufelsschwanz“ mit Zeichnungen von Jörg Lassahn. tvd, Düsseldorf 1995, ISBN 3-926512-18-0.
- Komm und folge deinem Herzen. Von der Kanzel zur Kamera. Econ, Düsseldorf 1996, ISBN 3-612-26373-0.
- Sanfte Medizin bei Fliege – Alles ist möglich, BIO Ritter 2002, ISBN 978-3-920788-47-0
- Lebendige Trauer: Dem Tod bewusst begegnen, mit Fritz Roth, Ehrenwirth Verlag 2002, ISBN 978-3-431-03554-4
- Die Ordnung des Lebens. Die zehn Gebote, Kösel-Verlag 2005 ISBN 978-3-466-36672-9
- Die Ordnung des Lebens: Die Zehn Gebote – Inspirationen für ein gelingendes Leben, Goldmann Verlag 2007, ISBN 978-3-442-16912-2